# Montamy
Montamy är en kommun i departementet Calvados i regionen Normandie i norra Frankrike. Kommunen ligger i kantonen Le Bény-Bocage som ligger i arrondissementet Vire. År 2018 hade Montamy 126 invånare.

## Befolkningsutveckling
Antalet invånare i kommunen Montamy
Referens:INSEE